# Deathstalker and the Warriors from Hell
Deathstalker and the Warriors from Hell (Deathstalker și Războinicii din Iad), cunoscut și ca Deathstalker III: The Warriors from Hell (Deathstalker III: Războinicii din Iad), este un film american fantastic de sabie și vrăjitorie din 1988, al treilea film al tetralogiei originale Deathstalker. Este regizat de Alfonso Corona Blake și produs de Roger Corman. Rolurile principale au fost interpretate de actorii John Allen Nelson ca Deathstalker, Carla Herd, Terri Treas, Aarón Hernán și Thom Christopher.

## Rezumat
Filmul, care are loc într-un cadru fantastic, începe la un festival cu Deathstalker și vrăjitorul Nicias. Deathstalker l-a salvat anterior pe Nicias, iar cei doi merg din sat în sat pentru a strânge bani, în acest scop Nicias prevestește viitorul și își arată magia. În timpul festivalului, o femeie cu glugă vine să-l vadă pe Nicias. Aceasta este de fapt prințesa Carissa care aduce o piatră magică cu speranța că cealaltă se află la Nicias.  Cele două pietre, unite, vor arăta unde este orașul magic plin de bogății Arandor. Nicias este ultimul dintre urmașii orașului. Nicias nu are a doua piatră, dar a aflat că se află în Țara Sudului condusă de vrăjitorul malefic Troxartes. Troxartes are a doua piatră și o caută pe prima pentru a se folosi de puterea ei și a-și consolida poziția.
Festivalul este atacat de mâna dreaptă a lui Troxartes, Makut, îmbrăcat în negru, și de soldații săi călare care caută piatra. În mijlocul măcelului și haosului, Nicias se teleportează, iar prințesa este salvată de la a fi prinsă de Deathstalker, cei doi evadează. Ea este însă ucisă de câțiva soldații neștiutori și îi dă piatra și cunoștințele lui Deathstalker. Acesta călătorește în Țara Sudului, care este fierbinte și împădurită, unde o întâlnește pe sora geamănă a Carissei, prințesa înflăcărată Elizena, care a fost trimisă din nord să se căsătorească cu Troxartes. Makut îl caută și pe Deathstalker și îl găsește din nou, așa că Deathstalker se ascunde în cortul Elizenei, dar aceata dă alarma după ce vede că a amenințat-o cu o crenguță, nu cu un cuțit. El fuge și ajunge într-o vale de nepătruns, aici îi oferă adăpost două femei sălbatice, Marinda și mama ei. Marinda face sex cu Deathstalker și apoi îl duce la caii lor pentru a putea scăpa când Makut ajunge în vale. Aflând că se luptă cu Deathstalker, Troxartes își folosește puterea pentru a trezi toți inamicii morți pe care i-a învins pentru a prinde „legenda”.
Paznicii Elizenei au fost uciși de Makut deoarece a crezut că l-au ajutat pe Deathstalker. Ea îl întâlnește din greșeală pe Deathstalker care a făcut popas în pădure. Dimineața ea pleacă și este găsită de Troxartes care o duce înapoi la castelul său ca mireasă. Deathstalker îi urmărește și se infiltrează noaptea în castel, dar este găsit de Troxartes, care îi cere piatra. Deathstalker este lăsat lat fără cunoștință și piatra este recuperată. Troxartes își dă seama că este nevoie de o a treia piatră pentru a-i valorifica puterea, așa că își pune amanta să-l tortureze pe Deathstalker să afle unde este, dar acesta scăpă și o leagă. Îndreptându-se spre pietre, Nicias se teleportează fără să știe chiar lângă Troxartes, în castel, care îl capturează jovial și intenționează să-l înroleze în armata lui dacă magia sa nu poate găsi a treia piatră.
În pădure, noaptea, Deathstalker o găsește pe Marinda și dă peste câțiva dintre războinicii nemorți lângă un foc de tabără, recunoscându-l pe Gragas care a fost ucis mai devreme într-o luptă corectă cu Deathstalker. Ei sunt forțați să respecte comanda lui Troxartes, deoarece sufletele lor sunt ținute în siguranță în borcane, așa că Deathstalker face o înțelegere cu ei de a găsi borcanele dacă îl vor ajuta împotriva lui Troxartes. De asemenea, îi spune Marindei să alerteze trupele din nord pentru a veni în ajutor în lupta împotriva castelului. Elizena află că este ținută în viață până când a treia piatră este găsită, așa că îl duce pe Deathstalker în locul unde este ținut Nicias. 
Cea de-a treia piatră este descoperită accidental, ea a fost ascunsă în castel tot timpul. Apar trupele de nord și sufletele sunt eliberate de Deathstalker, astfel încât războinicii nemorți se întorc împotriva lui Troxartes și a oamenilor săi. În bătălia care urmează, Makut este ucis de o săgeată în timpul unui duel cu Deathstalker. Troxartes o ucide pe Marinda și este apoi ucis de Deathstalker în timpul luptei. 
Cele trei pietre sunt în unite cele din urmă și dezvăluie orașul secret Arandor, iar pacea este adusă pe pământ. Deathstalker pleacă în apusul soarelui în căutarea altor aventuri.

## Distribuție
- John Allen Nelson – Deathstalker
- Carla Herd – Carissa / Elizena
- Terri Treas –  Camisarde
- Thom Christopher – Troxartas
- Aarón Hernán – Nicias
- Roger Cudney – Inaros
- Agustín Salvat – Makut
- Claudia Inchaurregui – Marinda
- Mario Iván Martínez – Predicator
- Carlos Romano – Gragas
- Erika Carlsson – Khorsa
- Alejandro Bracho – Războinic mort
- Lizetta Romo – Războinic mort
- Antonio Zubiaga – soldat
- Manuel Benítez – soldat

## Producție
Filmul împrumută scene din Corbul (1953) pentru filmările exterioare ale turnurilor castelului lui Troxartes.

## Recepție

### Influențe
Acest film a apărut în al șaptelea sezon al serialului Mystery Science Theatre 3000. În episod, Mike Nelson, Tom Servo⁠(d) și Crow T. Robot⁠(d) își bat joc de incapacitatea actorului principal John Allen Nelson de a menține un accent constant pe tot parcursul filmului, precum și de îngâmfarea iritantă a personajului principal, care îi face să se înrădăcineze împotriva lui cea mai mare parte a filmului. Ei ridiculizează și casca lui Makut, care are aripi metalice enorme de liliac sudate pe fiecare parte. Aspectul fizic al lui Thom Christopher și dialogul prost din film se dovedesc, de asemenea, a fi nutreț pentru mai multe glume. La un moment dat, Tom Servo comentează că nu poate lua un „răufăcător pitic și chel în serios și că   vrăjitorul Nicias stârnește numeroase glume, mai ales comentarii gen Stăpânul Inelelor care compară aspectul său cu al lui Gandalf, Saruman și Radagast⁠(d) Maroul. Încercarea șchiopătă a filmului de a arăta o scenă de luptă a făcut pe Nelson să spună de două ori: „Filmul este ca și cum ai juca Doom fără niciun adversar sau monstru" și că „acesta este unul dintre cele mai ambițioase filme  proaste pe care le-am făcut vreodată."
Versiunea MST3K a Deathstalker and the Warriors from Hell a fost inclusă ca parte a colecției DVD Mystery Science Theater 3000, Volume XXXV, lansată de Shout! Factory! la 29 martie 2016. Celelalte episoade din setul cu patru discuri includ Teenage Caveman (episodul #315), Being from Another Planet (episodul #405) și 12 to the Moon (episodul #524).

## Coloană sonoră
Coloana sonoră a filmului este o reciclare a temei lui James Horner din Bătălie peste stele de Roger Corman, care a fost refolosită și de Corman pentru mai multe dintre filmele sale, inclusiv Space Raiders și Sorceress. Filmul include, de asemenea, un fragment din „Tema profeției” a lui Brian Eno, din coloana sonoră a versiunii Dune din 1984 de David Lynch.